# Lower Manorburn Dam
Lower Manorburn Dam ist ein Stausee zur Trinkwassergewinnung in der Region Otago auf der Südinsel von Neuseeland.

## Geographie
Der Stausee, der sich über eine Länge von rund 2,2 km erstreckt, befindet sich rund 3,5 km ostnordöstlich von Alexandra. Der längliche See liegt auf einer Höhe von 150 m und besitzt eine Flächenausdehnung von 18,4 Hektar.
Gespeist wird der Lower Manorburn Dam hauptsächlich von dem von Osten kommenden Manor Burn, der den Stausee auch nach Westen hin zum Manuherikia River entwässert.

## Staumauer
Die Staumauer, die als eine Bogenstaumauer mit einem Radius von 33,5 m ausgeführt wurde, besitzt eine Höhe von 15,9 m und eine Kronenlänge von 115,2 m. Das Bauwerk, das eine Wassermenge von 230.000 m² aufstaut, wurde im Jahr 1934 fertig gestellt.